# 慢性骨髄単球性白血病
慢性骨髄単球性白血病(英名 Chronic myelomonocytic leukemia)とは単球の増加と血球の異形成を特徴とする血液疾患である。CMMLあるいはCMMoLと略称される。

## 概要
末梢血において単球が増加し骨髄系細胞に異形成が認められる。白血球は増加していることも減少していることもあるが、他の血球は減少がみられMDSに類似する。骨髄では過形成のことが多いが、低形成の場合もある。単球の増加と血球の異形成以外は患者ごとに相違の多い疾患である。高齢男性に多い。

## 分類
FAB分類ではMDSに分類されていたが、白血球増加を呈する症例が多く慢性骨髄増殖性疾患とも共通した点があり、2001に出版されたWHO分類では骨髄異形成/骨髄増殖性疾患(MDS/MPD)に分類された。

## 形態学的特徴
細胞は分化能を失っておらず、芽球は20%未満である。しかし、各血球に形態異常が現れることが多い。

## サブタイプ
CMMLは芽球と前単球の数によってCMML-1とCMML-2に分けられCMML-2は予後不良である。
- CMML-1 末梢血の有核細胞のなかで芽球と前単球の割合が5％未満、かつ骨髄で10％未満
- CMML-2 末梢血の有核細胞のうち芽球と前単球が5-19％もしくは骨髄で10-19％あるいはAuer小体を有する。（芽球が20％以上だと急性骨髄性白血病のカテゴリーになる）

## 症状
倦怠感、体重の減少、出血傾向、易感染症、発熱、などが見られることが多い。また、脾腫による膨満感、臓器への病的細胞の侵潤による様々な症状がありえる。

## 疫学
発症率は定かではないが年間10万人に1人強程度、高齢男性に多い。

## 診断基準
WHOによる
1. 持続的な単球増加>1000/μl
2. BCR/ABL融合遺伝子を認めない。
3. 末梢血・骨髄の芽球は20%以下
4. 1系統以上の異形成を認める。あるいは1.後天性の染色体異常を認める（単クローン性の証拠）、2.3ヶ月以上にわたる単球増加症、2.他の原因による単球増加の除外の3条件を満たす。

## 原因
不明である。

## 治療
治癒を得る方法は造血幹細胞移植であるが、本症患者は高齢であることが多く適応になる例は少ない。化学療法で細胞数のコントロールを目指す。

## 予後
予後は様々であり、生存期間中央値は研究機関ごとに様々な報告があるが11～40ヶ月程度の範囲である。

### 註釈
1. ↑  骨髄系細胞とはリンパ球（系細胞）を除く血液細胞のこと。すなわち赤血球、血小板、好中球、好酸球、好塩基球、単球、及び（血小板の母体である）骨髄巨核球と、それらの前駆細胞を指す。